# 楊保宗
楊保宗（?—443年），氐人，在429年任仇池（今中國甘肅南一帶）首領。
他是上任首領楊玄之子。429年楊玄去世，保宗立，保宗之叔楊難當之妻姚氏勸難當自立，難當乃廢保宗自立。432年，楊難當以保宗為鎮南將軍，鎮宕昌。楊保宗謀襲楊難當，事洩，難當囚之。435年，楊難當釋放楊保宗，派遣他鎮守董亭（今甘肅武山南）。439年，楊保宗與兄保顯投奔北魏，魏主以保宗為都督隴西諸軍事、征西大將軍、開府儀同三司、秦州牧、武都王，鎮守上邽，把公主嫁給他。443年，魏河間公拓跋齊懷疑楊保宗欲叛魏，誘執保宗，送到平城，殺之。其妻北魏公主也因积极支持杨保宗作乱以让自己成为一国之母，于448年被俘后被送京师赐死。
| 前任： 楊玄 | 仇池首領 429年 | 繼任： 楊難當 |